# Tommy Skjerven
Tommy Skjerven (Kaupanger, 25 luglio 1967) è un arbitro di calcio norvegese.

## Carriera
Iniziò la carriera da arbitro nel 1984, diventando un internazionale della Fédération Internationale de Football Association (FIFA) dal 2001. Rappresenta la sezione del Kongsvinger Idrettslag. Fu arbitro della finale di Coppa di Norvegia 2002, disputata tra Odd Grenland e Vålerenga, oltre che della Superfinalen 2010, contesa da Aalesund e Rosenborg.
Il 31 dicembre 2012 è costretto al ritiro dalla lista FIFA in seguito a sopraggiunti limiti di età.